# 올림픽 승마
올림픽 승마는 올림픽에서 승마로 경기를 겨루는 올림픽 경기 종목이다. 승마 스포츠는 1900년 파리 하계 올림픽에서 처음으로 올림픽에 포함되었다. 이 대회는 1912년에 다시 포함되었으며 이후의 모든 대회에도 포함되었다. 현재 올림픽 승마 종목은 마장마술, 종합마술, 쇼점프이다. 각 종목에는 개인 메달과 단체 메달이 모두 수여된다. 1952년 헬싱키에서 열린 제15회 올림피아드 이후, 여성과 남성은 동등한 조건에서 경쟁한다.
근대5종의 승마 요소와 함께 동물이 참가하는 유일한 올림픽 종목이다. 말은 기수와 마찬가지로 운동선수로 간주된다.
승마 스포츠의 국제 관리 기관은 국제 승마 연맹(Fédération Équestre Internationale)이다. 1924년에는 이 연맹 하에서 첫 번째 올림픽이 개최되었다.

## 메달 집계
| 순위 | 국가           | 금메달 | 은메달 | 동메달 | 합계 |
| ---- | -------------- | ------ | ------ | ------ | ---- |
| 1    | 독일           | 23     | 11     | 12     | 46   |
| 2    | 스웨덴         | 17     | 11     | 14     | 42   |
| 3    | 프랑스         | 12     | 12     | 10     | 34   |
| 4    | 미국           | 11     | 20     | 18     | 49   |
| 5    | 서독           | 11     | 5      | 9      | 25   |
| 6    | 네덜란드       | 10     | 13     | 3      | 26   |
| 7    | 영국           | 9      | 10     | 13     | 32   |
| 8    | 이탈리아       | 7      | 9      | 7      | 23   |
| 9    | 소련           | 6      | 5      | 4      | 15   |
| 10   | 오스트레일리아 | 6      | 3      | 2      | 11   |
| 11   | 스위스         | 5      | 10     | 8      | 23   |
| 12   | 독일 연합      | 5      | 5      | 4      | 14   |
| 13   | 벨기에         | 4      | 2      | 6      | 12   |
| 14   | 뉴질랜드       | 3      | 2      | 4      | 10   |
| 15   | 캐나다         | 2      | 2      | 2      | 6    |
| 16   | 멕시코         | 2      | 1      | 4      | 7    |
| 17   | 폴란드         | 1      | 3      | 2      | 6    |
| 18   | 스페인         | 1      | 2      | 1      | 4    |
| 19   | 오스트리아     | 1      | 1      | 1      | 3    |
| 20   | 브라질         | 1      | 0      | 2      | 3    |
| 21   | 일본           | 1      | 0      | 1      | 2    |
| 21   | 체코슬로바키아 | 1      | 0      | 0      | 1    |
| 23   | 덴마크         | 0      | 4      | 2      | 6    |
| 24   | 칠레           | 0      | 2      | 0      | 2    |
| 25   | 루마니아       | 0      | 1      | 1      | 2    |
| 26   | 노르웨이       | 0      | 1      | 0      | 1    |
| 26   | 불가리아       | 0      | 1      | 0      | 1    |
| 26   | 아르헨티나     | 0      | 1      | 0      | 1    |
| 29   | 포르투갈       | 0      | 0      | 3      | 3    |
| 30   | 사우디아라비아 | 0      | 0      | 2      | 2    |
| 31   | 아일랜드       | 0      | 0      | 1      | 1    |
| 31   | 헝가리         | 0      | 0      | 1      | 1    |
| 합계 | 합계           | 139    | 137    | 137    | 413  |

## 세부 종목
| 종목                 | 00 | 12 | 20 | 24 | 28 | 32 | 36 | 48 | 52 | 56 | 60 | 64 | 68 | 72 | 76 | 80 | 84 | 88 | 92 | 96 | 00 | 04 | 08 | 12 | 16 | 계 |
| -------------------- | -- | -- | -- | -- | -- | -- | -- | -- | -- | -- | -- | -- | -- | -- | -- | -- | -- | -- | -- | -- | -- | -- | -- | -- | -- | -- |
| 혼성 마장마술 개인전 |    | •  | •  | •  | •  | •  | •  | •  | •  | •  | •  | •  | •  | •  | •  | •  | •  | •  | •  | •  | •  | •  | •  | •  | •  | 24 |
| 혼성 마장마술 단체전 |    |    |    |    | •  | •  | •  | •  | •  | •  |    | •  | •  | •  | •  | •  | •  | •  | •  | •  | •  | •  | •  | •  | •  | 20 |
| 혼성 장애물 개인전   | •  | •  | •  | •  | •  | •  | •  | •  | •  | •  | •  | •  | •  | •  | •  | •  | •  | •  | •  | •  | •  | •  | •  | •  | •  | 25 |
| 혼성 장애물 단체전   |    | •  | •  | •  | •  | •  | •  | •  | •  | •  | •  | •  | •  | •  | •  | •  | •  | •  | •  | •  | •  | •  | •  | •  | •  | 24 |
| 혼성 종합마술 개인전 |    | •  | •  | •  | •  | •  | •  | •  | •  | •  | •  | •  | •  | •  | •  | •  | •  | •  | •  | •  | •  | •  | •  | •  | •  | 24 |
| 혼성 종합마술 단체전 |    | •  | •  | •  | •  | •  | •  | •  | •  | •  | •  | •  | •  | •  | •  | •  | •  | •  | •  | •  | •  | •  | •  | •  | •  | 24 |
| 혼성 높이뛰기        | •  |    |    |    |    |    |    |    |    |    |    |    |    |    |    |    |    |    |    |    |    |    |    |    |    | 1  |
| 혼성 마상체조 개인전 |    |    | •  |    |    |    |    |    |    |    |    |    |    |    |    |    |    |    |    |    |    |    |    |    |    | 1  |
| 혼성 마상체조 단체전 |    |    | •  |    |    |    |    |    |    |    |    |    |    |    |    |    |    |    |    |    |    |    |    |    |    | 1  |
| 혼성 멀리뛰기        | •  |    |    |    |    |    |    |    |    |    |    |    |    |    |    |    |    |    |    |    |    |    |    |    |    | 1  |
| 합계                 | 3  | 5  | 7  | 5  | 6  | 6  | 6  | 6  | 6  | 6  | 5  | 6  | 6  | 6  | 6  | 6  | 6  | 6  | 6  | 6  | 6  | 6  | 6  | 6  | 6  |    |

## 개최지 변경
올림픽 승마 경기는 가축 방역 등의 문제로 다른 국가에서 열리는 경우도 있다. 1988년 서울 올림픽의 경우에도 당시 대한민국은 방역 체계가 갖추어지지 않아 대한민국이 아닌 타 국가에서 개최할 가능성이 제기되었으나, 이 대회를 위해 대한민국 정부에서 자체적으로 국제 수준의 방역 기준을 만들어 과천시의 현 서울경마공원에서 올림픽 승마를 개최하였다. 다른 국가(IOC 등록기준)에서 올림픽 승마 경기가 열린 예는 다음과 같다(단, 같은 국가의 다른 도시에서 열린 경우는 제외한다).
- 1956년 멜버른 올림픽 (원 개최국 오스트레일리아) - 스웨덴 스톡홀름 : 특히 이 대회는 원 개최국과 전혀 상관 없는 유럽 대륙에서 승마가 열렸다. 당시 오스트레일리아의 엄격한 방역 정책 탓이었다.
- 2008년 베이징 올림픽 (원 개최국 중국) - 홍콩 : 중국의 방역 정책이 매우 엄격하여 근거리인 홍콩에서 개최되었다. 홍콩은 중국령 자치구이지만 IOC 등록 기준상 중국과는 다른 국가다.

## 참고 자료
- “승마”. SR/Olympic Games. 2008년 9월 15일에 원본 문서에서 보존된 문서. 2011년 11월 9일에 확인함.
- “승마 장애물”. 국제 올림픽 위원회.
- “승마 종합마술”. 국제 올림픽 위원회.
- “승마 마장마술”. 국제 올림픽 위원회.